# Bosnien och Hercegovina i olympiska sommarspelen 2000
Bosnien och Hercegovina deltog i de olympiska sommarspelen 2000 med en trupp bestående av nio deltagare, men ingen av landets deltagare erövrade några medaljer.

## Resultat efter gren

### Friidrott
Höjdhopp, herrar
- Elvir Krehmic
  1. Qualifying - 2.24 (gick inte vidare)

Maraton, herrar
- Željko Petrović
  1. Final - 2:38:29 (76:e plats)

- Djuro Kodzo
  1. Final - 2:39:14 (78:e plats)

400 meter, damer
- Dijana Kojic
  1. Omgång 1 - 55.61 (gick inte vidare)

### Simning
100 meter frisim, herrar
- Zeljko Panic
  1. Heat - 52.4 (gick inte vidare)

100 meter fjäril, herrar
- Janko Gojkovic
  1. Heat - 55.55 (gick inte vidare)

Den här artikeln är helt eller delvis baserad på material från engelskspråkiga Wikipedia, 5 augusti 2011.